# AK-102
O fuzil de assalto AK-102 é uma versão de carabina encurtada do rifle AK-101, que por sua vez foi derivado do design original do AK-47 e seu sucessor AK-74. Os AK-102, AK-104 e AK-105 são muito semelhantes no design, sendo a única diferença o calibre e o tipo de carregador correspondente. O AK-102 é uma versão exportada para disparar munição 5,56×45mm NATO.
Em comparação com os AK-101 e AK-103, que são rifles de tamanho semelhante de design semelhante, os AK-102, 104 e 105 apresentam canos encurtados que os tornam um meio termo entre um rifle completo e o AKS-74U mais compacto. Enquanto os fuzis AK-10x têm canos mais longos, pistões de gás de comprimento total e sólidos, coronhas de polímero rebatíveis laterais, o AKS-74U é mais curto e apresenta uma coronha de esqueleto.
A armação do fuzil é feita de aço estampado. O carregador é mais leve e mais durável do que os modelos mais antigos, sendo feita de fibra de vidro reforçada. A coronha é feita de plástico, tornando-a mais leve, mais durável e vazia, permitindo que um kit de campo seja armazenado dentro dela.[carece de fontes?]
O AK-102 usa uma mira de ferro de tangente traseira entalhada ajustável calibrada em incrementos em 100 m (109 yd) de 100 a 500 m (109 a 557 yd). A mira frontal é ajustável para elevação no campo. O ajuste horizontal é feito pela fábrica ou armadura antes da emissão. O AK-102 possui um impulsionador de recuo derivado do AKS-74U.
A série 100 das AKs são produzidos pelas fábricas de Izhmash em Izhevsk, na Rússia.